# Campeonato de Europa de Montaña
El Campeonato de Europa de Montaña es un competición automovilística de montaña, organizada por la FIA en diferentes países de Europa. A diferencia de los circuitos de carreras, cada piloto compite solo, desde la salida en la base de una montaña, llegando a la meta en la parte superior de la misma. Este certamen permite la participación de vehículos como: Monoplazas, vehículos de rally y turismos, con diversos grados de preparación técnica.

## Categorías
En el Campeonato Europeo de Carrera de Montaña se premian dos categorías diferentes. Cada una de ellas engloba una serie de vehículos.

### Categoría I
| Grupo       | Automóvil                                                                   | Imagen |
| ----------- | --------------------------------------------------------------------------- | ------ |
| Grupo N     | Automóviles turismos del grupo N.                                           |        |
| Grupo A     | Automóviles turismos del grupo A.                                           |        |
| Grupo SP    | Automóviles turismos de grupo N y A, generalmente procedentes de circuitos. |        |
| Grupo S2000 | Automóviles turismos del S2000.                                             |        |
| Grupo GT    | Vehículos Gran Turismo.                                                     |        |

### Categoría II
| Grupo      | Automóvil   | Imagen |
| ---------- | ----------- | ------ |
| Grupo CN   | Sportscar.  |        |
| Grupo D/E2 | Monoplazas. |        |

## Palmarés
El primer campeonato organizado fue entre 1930 y 1933 bajo las siglas de Association Internationale des Automobile Clubs Reconnus (AIACR), la predecesora de la FIA.

### Años 30

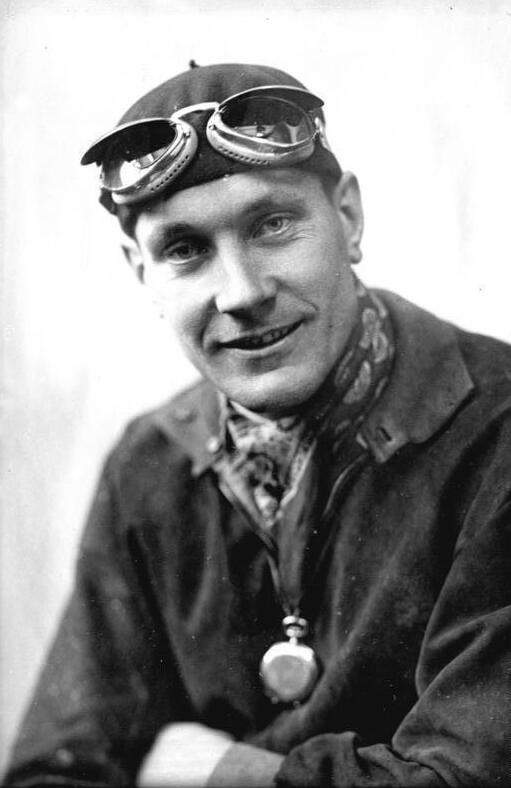
Hans Stuck ganador de la edición de 1930.

| Año  | Ganadores                      | Ganadores                       |
| Año  | Racing Cars                    | Sports Cars                     |
| ---- | ------------------------------ | ------------------------------- |
| 1933 | Carlo Felice Trossi Alfa Romeo | Mario Tadini Alfa Romeo         |
| 1932 | Rudolf Caracciola Alfa Romeo   | Hans Stuck Mercedes-Benz        |
| 1931 | Juan Zanelli Nacional Pescara  | Rudolf Caracciola Mercedes-Benz |
| 1930 | Hans Stuck Austro-Daimler      | Rudolf Caracciola Mercedes-Benz |

### 1957 - 2013

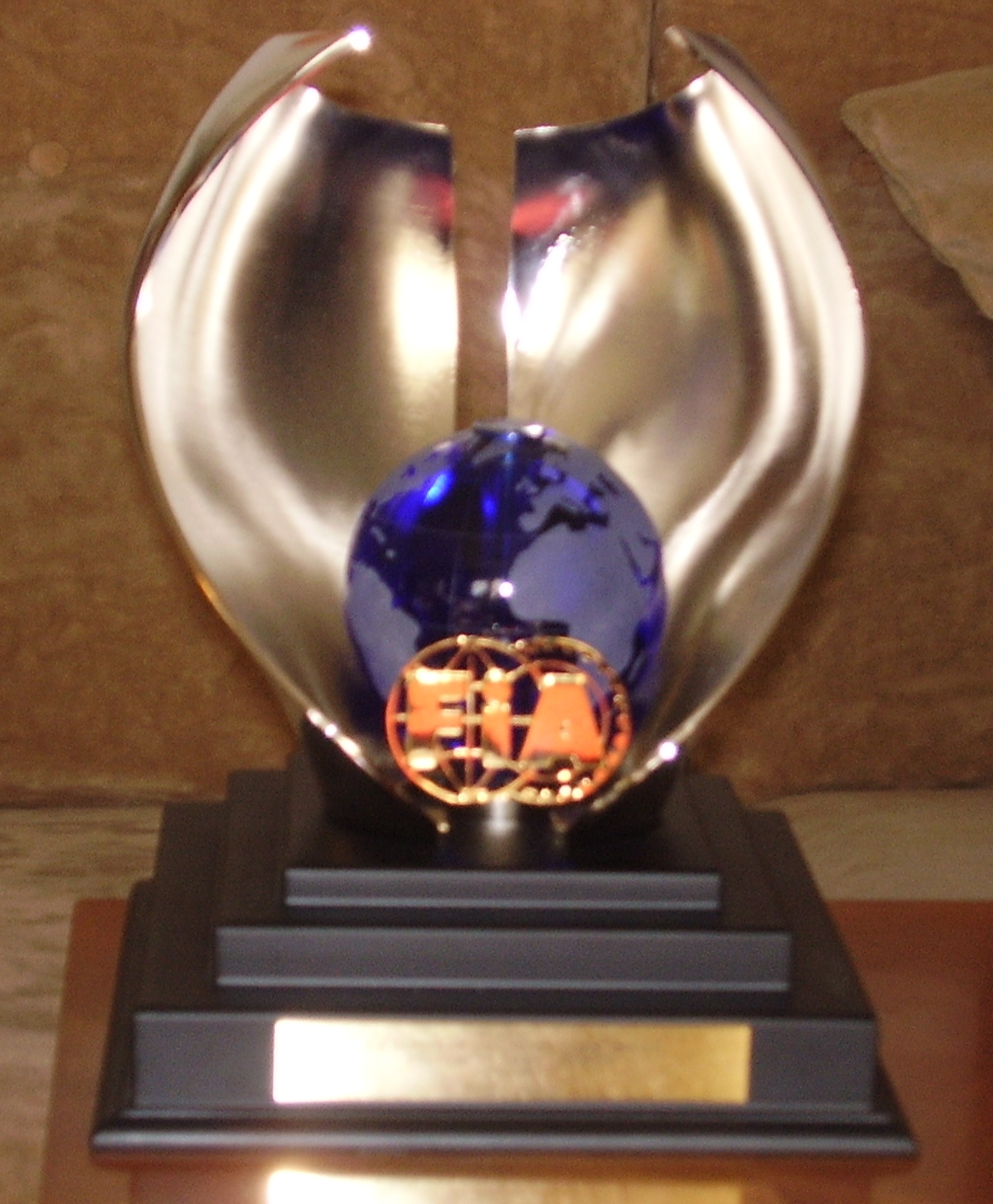
Trofeo otorgado por la FIA al ganador del Campeonato de Europa.

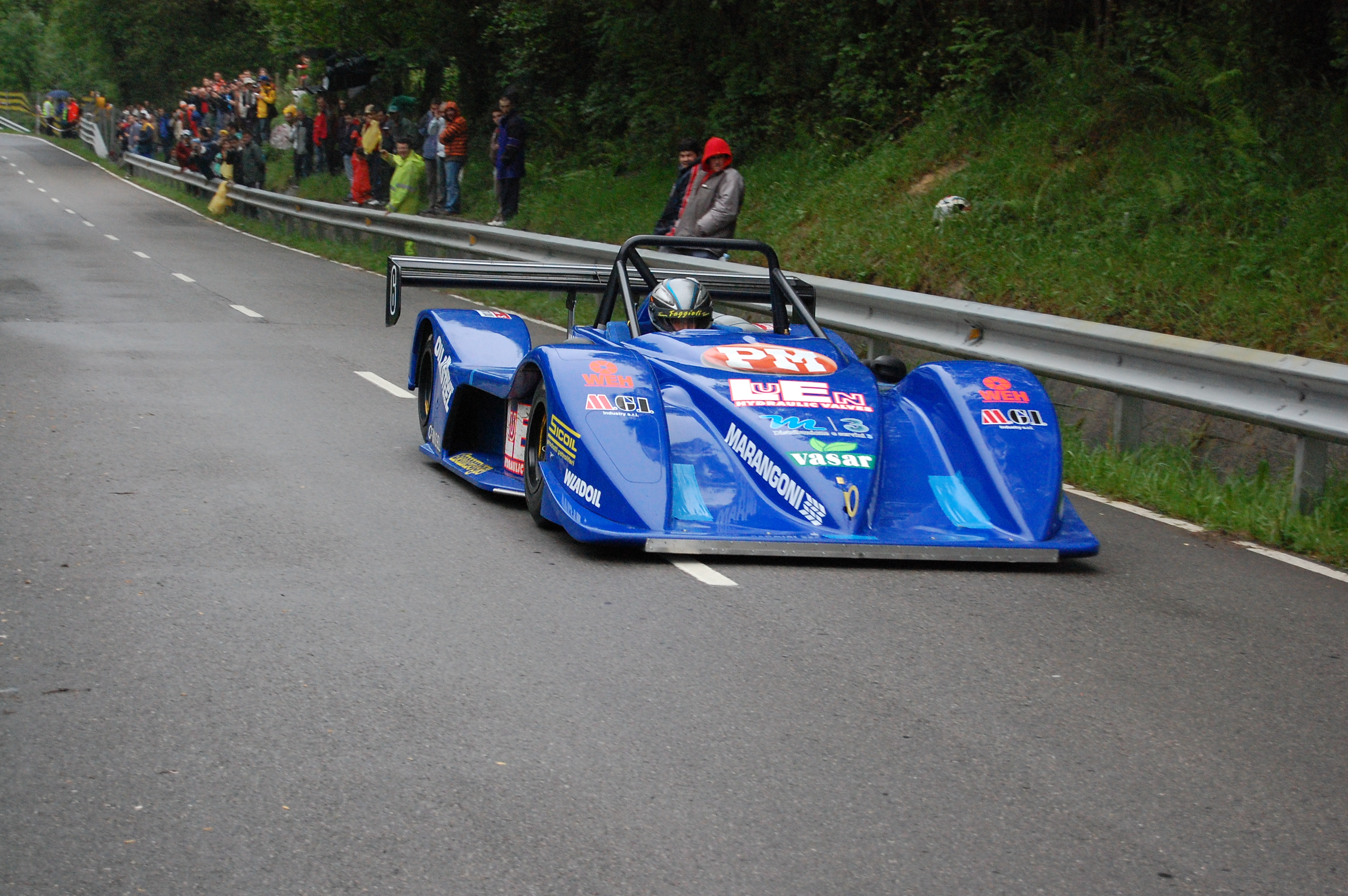
Simone Faggioli, ganador de 2010 en la categoría II.

Esta lista muestra los ganadores de los siguientes títulos:
- EHCC : Campeonato Europeo de Carrera de Montaña (FIA European Hill Climb Championship)
- FCUP : Copa Europea de Montaña (FIA European Hill Climb Cup)
- FCHA : Challenge Internacional de Montaña (FIA International Hill Climb Challenge)

| Año  | Clase                                      | Piloto                                     | Vehículo                                   |
| ---- | ------------------------------------------ | ------------------------------------------ | ------------------------------------------ |
| 1957 | EHCC (Sports Car)                          | Willy Daetwyler                            | Maserati 200SI                             |
| 1958 | EHCC (Sports Car)                          | Wolfgang von Trips                         | Porsche RSK                                |
| 1959 | EHCC (Sport Car)                           | Edgar Barth                                | Porsche RSK 1500                           |
| 1960 | EHCC (Gran Turismo)                        | Huschke von Hanstein                       | Porsche Carrera                            |
| 1960 | EHCC (Sports Car)                          | Heini Walter                               | Porsche RS60                               |
| 1961 | EHCC (Gran Turismo)                        | Heinz Schiller                             | Porsche Carrera                            |
| 1961 | EHCC (Sports Car)                          | Heini Walter                               | Porsche RS61                               |
| 1962 | EHCC (Gran Turismo)                        | Hans Kuhnis                                | Porsche Carrera                            |
| 1962 | EHCC (Sports Car)                          | Ludovico Scarfiotti                        | Ferrari Dino 196SP                         |
| 1963 | EHCC (Gran Turismo)                        | Herbert Müller                             | Porsche 356 Carrera GTL                    |
| 1963 | EHCC (Sports Car)                          | Edgar Barth                                | Porsche 718 WRS                            |
| 1964 | EHCC (Gran Turismo)                        | Heini Walter                               | Porsche 904 GTS                            |
| 1964 | EHCC (Sports Car)                          | Edgar Barth                                | Porsche 904/8                              |
| 1965 | EHCC (Gran Turismo)                        | Herbert Müller                             | Porsche 904                                |
| 1965 | EHCC (Sports Car)                          | Ludovico Scarfiotti                        | Ferrari Dino 206P                          |
| 1966 | EHCC (Gran Turismo)                        | Eberhard Mahle                             | Porsche 911                                |
| 1966 | EHCC (Sports Car)                          | Gerhard Mitter                             | Porsche 910 Coupé (Gr. P)                  |
| 1967 | EHCC (Serial Car)                          | Ignazio Giunti                             | Alfa Romeo GTA                             |
| 1967 | EHCC (Touring Car)                         | Rüdi Lins                                  | Porsche Carrera 6 (Gr. S)                  |
| 1967 | EHCC (Gran Turismo)                        | Anton Fischhaber                           | Porsche 911S                               |
| 1967 | EHCC (Sports Car)                          | Gerhard Mitter                             | Porsche 910 Bergspyder (Gr. 7)             |
| 1968 | EHCC (Serial Car)                          | Ernst Furtmayr                             | BMW 2002 Ti                                |
| 1968 | EHCC (Touring Car)                         | Sepp Greger                                | Porsche Carrera 6 (Gr. S)                  |
| 1968 | EHCC (Gran Turismo)                        | Holger Zarges                              | Porsche 911T                               |
| 1968 | EHCC (Sports Car)                          | Gerhard Mitter                             | Porsche 910 Bergspyder (Gr. P)             |
| 1969 | EHCC (Serial Car)                          | Ernst Furtmayr                             | BMW 2002 Ti (Gr. 2)                        |
| 1969 | EHCC (Touring Car)                         | Arturo Merzario                            | Abarth 2000S (Gr. 4+6)                     |
| 1969 | EHCC (Gran Turismo)                        | Sepp Greger                                | Porsche 911T (Gr. 3)                       |
| 1969 | EHCC (Sports Car)                          | Peter Schetty                              | Ferrari 212E Montagna (Gr. 7)              |
| 1970 | EHCC (Serial Car)                          | Ernst Furtmayr                             | BMW 2800 CS (Gr. 2)                        |
| 1970 | EHCC (Gran Turismo)                        | Claude Haldi                               | Porsche 911S (Gr. 4)                       |
| 1970 | EHCC (Sports Car)                          | Johannes Ortner                            | Abarth 3000 (Gr. 5)                        |
| 1971 | EHCC (Serial Car)                          | Walter Brun                                | BMW 2800 CS (Gr. 2)                        |
| 1971 | EHCC (Gran Turismo)                        | Wilhelm Bartels                            | Porsche 908 (Gr. 4)                        |
| 1971 | EHCC (Sports Car)                          | Johannes Ortner                            | Abarth 3000 (Gr. 5)                        |
| 1972 | EHCC (Serial Car)                          | Helmut Mander                              | Opel Kadett (Gr. 2)                        |
| 1972 | EHCC (Gran Turismo)                        | Anton Fischhaber                           | Porsche 911S (Gr. 4)                       |
| 1972 | EHCC (Sports Car)                          | Franco Pilone                              | Abarth 2000 (Gr. 5+7)                      |
| 1972 | EHCC (Racing Car)                          | Xavier Perrot                              | March 722 Ford (Gr. 8+9)                   |
| 1973 | EHCC (Gran Turismo)                        | Sepp Greger                                | Porsche Carrera (Gr. 4)                    |
| 1973 | EHCC (Sports Car)                          | Juan Alfonso Fernández                     | Porsche 908/3 (Gr. 7)                      |
| 1973 | EHCC (Racing Car)                          | Robert "Jimmy" Mieusset                    | March 722 Ford (Gr. 8+9)                   |
| 1974 | EHCC (Gran Turismo)                        | Anton Fischhaber                           | Porsche 911 Carrera (Gr. 4)                |
| 1974 | EHCC (Sports Car)                          | Juan Alfonso Fernández                     | Osella PA2 Abarth (Gr. 7)                  |
| 1974 | EHCC (Racing Car)                          | Robert "Jimmy" Mieusset                    | March 742 BMW (Gr. 8+9)                    |
| 1975 | EHCC (Serial Car)                          | Jean-Claude Bering                         | Porsche Carrera RSR (Gr. 3)                |
| 1975 | EHCC (Touring Car)                         | Willy Siller                               | BMW 2002 Ti (Gr. 5)                        |
| 1975 | EHCC (Racing Car)                          | Mauro Nesti                                | Lola T294 BMW (Gr. 6)                      |
| 1976 | EHCC (Serial Car)                          | Jean-Claude Bering                         | Porsche Carrera RSR (Gr. 3)                |
| 1976 | EHCC (Touring Car)                         | Wilhelm Bartels                            | Porsche Carrera RSR (Gr. 5)                |
| 1976 | EHCC (Racing Car)                          | Mauro Nesti                                | Lola T294 BMW (Gr. 6)                      |
| 1977 | EHCC (Serial Car)                          | Anton Fischhaber                           | Porsche Carrera RS (Gr. 3)                 |
| 1977 | EHCC (Touring Car)                         | Heinz-Jurgen Pöhlmann                      | Ford Escort 1800 RS (Gr. 2)                |
| 1977 | EHCC (Racing Car)                          | Mauro Nesti                                | Lola T296 BMW (Gr. 6)                      |
| 1978 | EHCC (Serial Car)                          | Herbert Stenger                            | Ford Escort RS (Gr. 1)                     |
| 1978 | EHCC (Touring Car)                         | Jacques Alméras                            | Porsche 934 Turbo (Gr. 4)                  |
| 1978 | EHCC (Racing Car)                          | Jean-Marie Alméras                         | Porsche 935 (Gr. 5)                        |
| 1979 | EHCC (Serial Car)                          | Romain Wolff                               | Ford Escort 2000 RS (Gr. 1)                |
| 1979 | EHCC (Touring Car)                         | Jacques Alméras                            | Porsche 934 Turbo (Gr. 4)                  |
| 1979 | EHCC (Racing Car)                          | Jean-Marie Alméras                         | Porsche 935 (Gr. 5)                        |
| 1980 | EHCC (Serial Car)                          | Roland Biancone                            | Porsche 930 (Gr. 3)                        |
| 1980 | EHCC (Touring Car)                         | Jacques Alméras                            | Porsche 934 Turbo (Gr. 4)                  |
| 1980 | EHCC (Racing Car)                          | Jean-Marie Alméras                         | Porsche 935 K3 (Gr. 5)                     |
| 1981 | EHCC (Serial Car)                          | Karl-Heinz Linnig                          | Porsche 930 (Gr. 3)                        |
| 1981 | EHCC (Touring Car)                         | Herbert Stenger                            | Ford Escort RS (Gr. 2)                     |
| 1981 | EHCC (Racing Car)                          | Jean-Louis Bos                             | Lola T298 BMW (Gr. 6)                      |
| 1982 | EHCC (Serial Car)                          | Herbert Hürter                             | Ford Escort RS (Gr. 1)                     |
| 1982 | EHCC (Touring Car)                         | Jacques Guillot                            | Porsche 930 (Gr. B)                        |
| 1982 | EHCC (Racing Car)                          | Herbert Stenger                            | Ford Capri Turbo Zakspeed (Gr. 2)          |
| 1983 | EHCC (Serial Car)                          | Giovanni Rossi                             | BMW 528i (Gr. A)                           |
| 1983 | EHCC (Sports Car)                          | Rolf Göring                                | BMW M1 (Gr. 4)                             |
| 1983 | EHCC (Racing Car)                          | Mauro Nesti                                | Osella PA9 BMW (Gr. 6)                     |
| 1984 | EHCC (Serial Car)                          | Giovanni Rossi                             | BMW M1 (Gr. B)                             |
| 1984 | EHCC (Sports Car)                          | Rolf Göring                                | BMW M1 (Gr. B)                             |
| 1984 | EHCC (Racing Car)                          | Mauro Nesti                                | Osella PA9 BMW (Gr. 6)                     |
| 1985 | EHCC (Cat. I)                              | Francis Dosieres                           | BMW 635 CSi (Gr. A)                        |
| 1985 | EHCC (Cat. II)                             | Mauro Nesti                                | Osella PA9 BMW (Gr. 6)                     |
| 1986 | EHCC (Cat. I)                              | Claude-François Jeanneret                  | Audi Quattro A2 (Gr. B)                    |
| 1986 | EHCC (Cat. II)                             | Mauro Nesti                                | Osella PA9 BMW (Gr. 6)                     |
| 1987 | EHCC (Cat. I)                              | Claude-François Jeanneret                  | Audi Quattro A2 (Gr. B)                    |
| 1987 | EHCC (Cat. II)                             | Mauro Nesti                                | Osella PA9 BMW (Gr. C3)                    |
| 1988 | EHCC (Cat. I)                              | Giovanni Rossi                             | Renault 5 Maxi Turbo (Gr. B)               |
| 1988 | EHCC (Cat. II)                             | Mauro Nesti                                | Osella PA9 BMW (Gr. C3)                    |
| 1989 | EHCC (Cat. I)                              | Francis Dosieres                           | BMW M3 (Gr. A)                             |
| 1989 | EHCC (Cat. II)                             | Andrés Vilariño                            | Lola T298 Repsol (Gr. C3)                  |
| 1990 | EHCC (Cat. I)                              | Francis Dosieres                           | BMW M3 (Gr. A)                             |
| 1990 | EHCC (Cat. II)                             | Andrés Vilariño                            | Lola T298 Repsol (Gr. C3)                  |
| 1991 | EHCC (Cat. I)                              | Iñaki Goiburu                              | BMW M3 (Gr. A)                             |
| 1991 | EHCC (Cat. II)                             | Andrés Vilariño                            | Lola T298 Repsol (Gr. C3)                  |
| 1992 | EHCC (Cat. I)                              | Francis Dosieres                           | BMW M3 (Gr. A)                             |
| 1992 | EHCC (Cat. II)                             | Andrés Vilariño                            | Lola T298 Repsol (Gr. C3)                  |
| 1993 | EHCC (Cat. I)                              | Francis Dosieres                           | BMW M3 (Gr. A)                             |
| 1993 | EHCC (Cat. II)                             | Francisco Egozkue                          | Osella PA9/90 BMW (Gr. C3)                 |
| 1994 | EHCC (Cat. I)                              | Josef Kopecký                              | Ford Escort RS Cosworth (Gr. N)            |
| 1994 | EHCC (Cat. II)                             | Francisco Egozkue                          | Osella PA9/90 BMW (Gr. C3)                 |
| 1995 | EHCC (Cat. I)                              | Otakar Krámský                             | BMW M3 (Gr. A)                             |
| 1995 | EHCC (Cat. II)                             | Fabio Danti                                | Lucchini P3-94M BMW (Gr. CN)               |
| 1996 | EHCC (Cat. I)                              | Bruno Houzelot                             | Ford Escort RS Cosworth (Gr. N)            |
| 1996 | EHCC (Cat. II)                             | Fabio Danti                                | Osella PA20S BMW (Gr. CN)                  |
| 1997 | EHCC (Cat. I)                              | Otakar Krámský                             | BMW M3 (Gr. A)                             |
| 1997 | EHCC (Cat. II)                             | Pasquale Irlando                           | Osella PA20S BMW (Gr. CN)                  |
| 1998 | EHCC (Cat. I)                              | Otakar Krámský                             | BMW M3 (Gr. A)                             |
| 1998 | EHCC (Cat. II)                             | Pasquale Irlando                           | Osella PA20S BMW (Gr. CN)                  |
| 1999 | EHCC (Cat. I)                              | Niko Pulić                                 | BMW M3 (Gr. A)                             |
| 1999 | EHCC (Cat. II)                             | Pasquale Irlando                           | Osella PA20S BMW (Gr. CN)                  |
| 2000 | EHCC (Cat. I)                              | Niko Pulić                                 | BMW M3 (Gr. A)                             |
| 2000 | EHCC (Cat. II)                             | Franz Tschager                             | Osella PA20S BMW (Gr. CN)                  |
| 2001 | EHCC (Cat. I)                              | Niko Pulić                                 | BMW M3 (Gr. A)                             |
| 2001 | EHCC (Cat. II)                             | Franz Tschager                             | Osella PA20S BMW (Gr. CN)                  |
| 2002 | EHCC (Cat. I)                              | Piergiorgio Bedini                         | Ford Escort RS Cosworth (Gr. N)            |
| 2002 | EHCC (Cat. II)                             | Franz Tschager                             | Osella PA20S BMW (Gr. CN)                  |
| 2003 | EHCC (Cat. I)                              | Robert Šenkýř                              | BMW M3 (Gr. A)                             |
| 2003 | EHCC (Cat. II)                             | Denny Zardo                                | Osella PA20S BMW (Gr. CN)                  |
| 2003 | FCUP                                       | Laszlo Szasz                               | Reynard 93D F3000 (Gr. E2)                 |
| 2004 | EHCC (Cat. I)                              | Robert Šenkýř                              | BMW M3 (Gr. A)                             |
| 2004 | EHCC (Cat. II)                             | Giulio Regosa                              | Osella PA20S BMW (Gr. CN)                  |
| 2004 | FCHA                                       | Georg Plasa                                | BMW 320 Judd (Gr. E1)                      |
| 2005 | EHCC (Cat. I)                              | Jörg Weidinger                             | BMW M3 (Gr. N)                             |
| 2005 | EHCC (Cat. II)                             | Simone Faggioli                            | Osella PA21S (Gr. CN2)                     |
| 2005 | FCUP                                       | Ander Vilariño                             | Reynard 01L F3000 (Gr. E2)                 |
| 2005 | FCHA                                       | Georg Plasa                                | BMW 320 Judd (Gr. E1)                      |
| 2006 | EHCC (Cat. I)                              | Jörg Weidinger                             | BMW M3 (Gr. N)                             |
| 2006 | EHCC (Cat. II)                             | Giulio Regosa                              | Lola Cosworth B99/50 F3000 (Gr. E2)        |
| 2006 | FCUP                                       | Georg Plasa                                | BMW 320 Judd (Gr. E1)                      |
| 2006 | FCHA                                       | Laszlo Hernadi                             | BMW M3 (Gr. A)                             |
| 2007 | EHCC (Cat. I)                              | Peter Jureňa                               | Mitsubishi Lancer Evo IX (Gr. N)           |
| 2007 | EHCC (Cat. II)                             | Ander Vilariño                             | Reynard 01L F3000 (Gr. E2)                 |
| 2007 | FCUP                                       | Georg Plasa                                | BMW 320 Judd (Gr. E1)                      |
| 2007 | FCHA                                       | Laszlo Hernadi                             | BMW M3 (Gr. A)                             |
| 2008 | EHCC (Cat. I)                              | Miroslav Jakeš                             | Mitsubishi Lancer Evo IX (Gr. N)           |
| 2008 | EHCC (Cat. II)                             | Lionel Regal                               | Reynard 01L F3000 (Gr. E2)                 |
| 2008 | FCUP                                       | Georg Plasa                                | BMW 320 Judd (Gr. E1)                      |
| 2008 | FCHA                                       | Laszlo Hernadi                             | BMW M3 (Gr. A)                             |
| 2009 | EHCC (Cat. I)                              | Vaclav Janik                               | Mitsubishi Lancer Evo VIII (Gr. A)         |
| 2009 | EHCC (Cat. II)                             | Simone Faggioli                            | Osella FA30 (Gr. E2M)                      |
| 2009 | FCUP Región 1.                             | Dan Michl                                  | Opel Michl (Gr. E1)                        |
| 2009 | FCUP Región 2.                             | Georg Plasa                                | BMW 320 Judd (Gr. E1)                      |
| 2009 | FCHA Región 1.                             | Rudi Bicciato                              | Mitsubishi Lancer Evo IX (Gr. N)           |
| 2009 | FCHA Región 2.                             | Rudi Bicciato                              | Mitsubishi Lancer Evo IX (Gr. N)           |
| 2010 | EHCC (Cat. I)                              | Roland Wanek                               | Mitsubishi Lancer Evo IX (Gr. N)           |
| 2010 | EHCC (Cat. II)                             | Simone Faggioli                            | Osella FA30 (Gr. E2M)                      |
| 2011 | EHCC (Cat. I)                              | Ales Prek                                  | Mitsubishi Lancer Evo IX (Gr. N)           |
| 2011 | EHCC (Cat. II)                             | Simone Faggioli                            | Osella FA30 (Gr. E2-SS)                    |
| 2012 | EHCC (Cat. I)                              | Dušan Borković                             | Mitsubishi Lancer Evo IX (Gr. N)           |
| 2012 | EHCC (Cat. II)                             | Simone Faggioli                            | bandera FA30 (Gr. E2-SS)                   |
| 2013 | EHCC (Cat. I)                              | Tomislav Muhvić                            | Mitsubishi Lancer Evo IX (Gr. N)           |
| 2013 | EHCC (Cat. II)                             | Simone Faggioli                            | Osella FA30 (Gr. E2-SS)                    |
| 2014 | EHCC (Cat. I)                              | Igor Stefanovski                           | Mitsubishi Lancer Evo IX (Gr. N)           |
| 2014 | EHCC (Cat. II)                             | Simone Faggioli                            | Norma M20 FC (Gr. E2-SC)                   |
| 2015 | EHCC (Cat. I)                              | Igor Stefanovski                           | Mitsubishi Lancer Evo IX (Gr. N)           |
| 2015 | EHCC (Cat. II)                             | Simone Faggioli                            | Norma M20 FC (Gr. E2-SC)                   |
| 2016 | EHCC (Cat. I)                              | Nikola Miljkovic                           | Mitsubishi Lancer Evo IX (Gr. N)           |
| 2016 | EHCC (Cat. II)                             | Simone Faggioli                            | Norma M20 FC (Gr. E2-SC)                   |
| 2017 | EHCC (Cat. I)                              | Erich Weber "Tessitore"                    | Audi R8 LMS (Gr. GT)                       |
| 2017 | EHCC (Cat. II)                             | Simone Faggioli                            | Norma M20 FC (Gr. E2-SC)                   |
| 2018 | EHCC (Cat. I)                              | Lukas Vojacek                              | Subaru Impreza WRX (Gr. A)                 |
| 2018 | EHCC (Cat. II)                             | Christian Merli                            | Osella FA30 (Gr. E2-SS)                    |
| 2019 | EHCC (Cat. I)                              | Lukas Vojacek                              | Subaru Impreza WRX (Gr. A)                 |
| 2019 | EHCC (Cat. II)                             | Christian Merli                            | Osella FA30 (Gr. E2-SS)                    |
| 2019 | EHCC (Cat. II)                             | Simone Faggioli                            | Norma M20 FC (Gr. E2-SC)                   |
| 2020 | Cancelado debido a la pandemia de COVID-19 | Cancelado debido a la pandemia de COVID-19 | Cancelado debido a la pandemia de COVID-19 |
| 2021 | EHCC (Cat. I)                              | Antonino Migliuolo                         | Mitsubishi Lancer Evo IX (Gr. 3)           |
| 2021 | EHCC (Cat. II)                             | Christian Merli                            | Osella FA30 (Gr. E2-SS)                    |
| 2022 | EHCC (Cat. I)                              | Vasilije Jaksic                            | Mitsubishi Lancer Evo IX RS (Gr. 4)        |
| 2022 | EHCC (Cat. II)                             | Christian Merli                            | Osella FA30 (Gr. E2-SS)                    |
| 2023 | EHCC (Cat. I)                              | Igor Stefanovski                           | Hyundai i30 N TCR (Gr. 3)                  |
| 2023 | EHCC (Cat. II)                             | Christian Merli                            | Osella FA30 (Gr. E2-SS)                    |
| 2024 | EHCC (Cat. I)                              | Matija Jurišić                             | Peugeot 308 TCR 1.6                        |
| 2024 | EHCC (Cat. II)                             | Geoffrey Schatz                            | Nova Proto NP01                            |